# L'isola tenebrosa
Pour plus de détails, voir Fiche technique et Distribution.
L'isola tenebrosa est un film dramatique italien réalisé par Carlo Campogalliani, sorti en 1916.

## Fiche technique
- Titre : L'isola tenebrosa
- Réalisation : Carlo Campogalliani
- Scénario :
- Photographie :
- Producteur : Arturo Ambrosio
- Société de production : Ambrosio Film
- Pays de production :  Royaume d'Italie
- Format : noir et blanc ; mono
- Genre : film dramatique
- Durée : 43 minutes (0 h 43)
- Date de sortie :
  - Royaume d'Italie : février 1916

## Distribution
- Carlo Campogalliani
- Letizia Quaranta
- Oreste Bilancia
- Domenico Serra (it)